# ベン・ギブソン

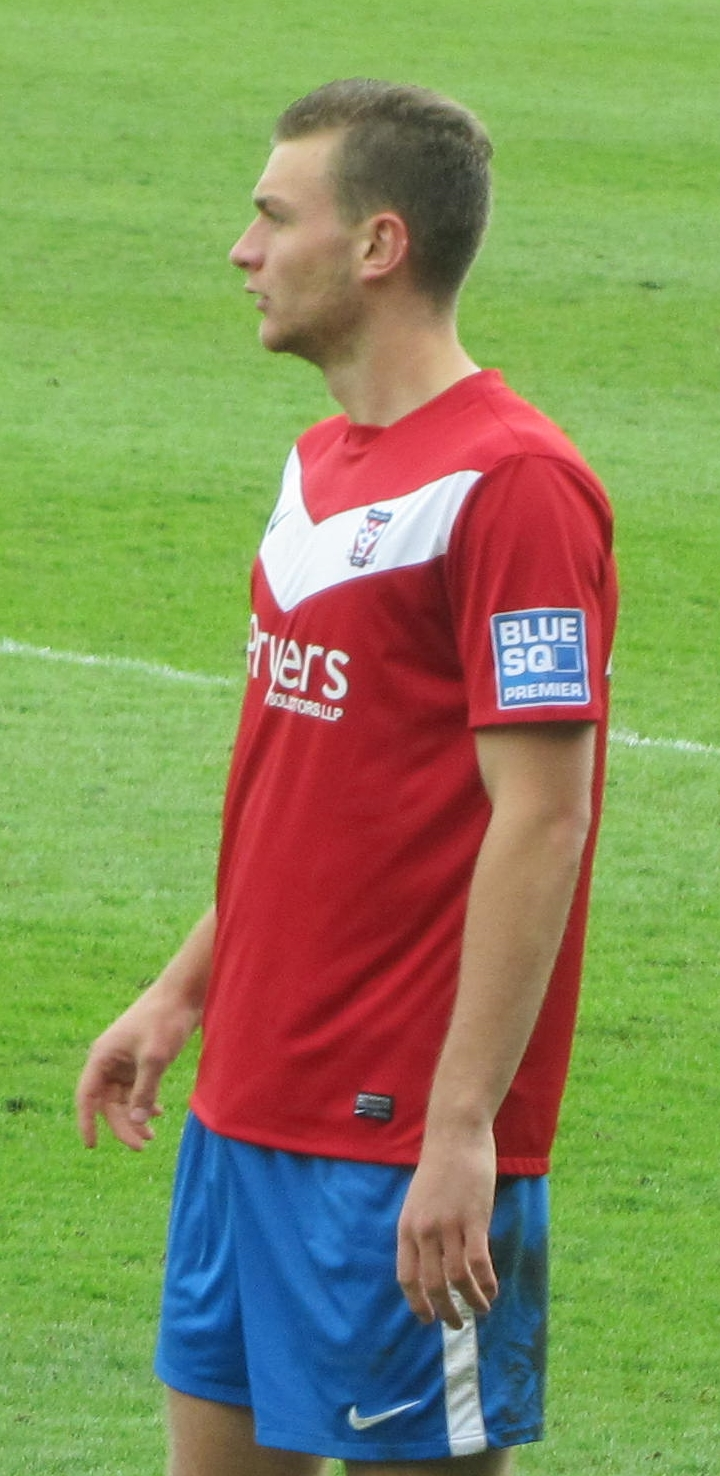
2012年ヨーク・シティFCにて

ベンジャミン・ジェームス・ギブソン（英語: Benjamin James Gibson、1993年1月15日 - ）は、イングランド・ナンソープ出身のサッカー選手。ストーク・シティFC所属。ポジションはDF。

## クラブ歴
ノース・ヨークシャーのナンソープに生まれ、ナンソープ・アカデミー、ヤーム・スクールに在籍した。12歳の時にミドルズブラFCの下部組織に加入。2008年のナイキカップに出場し、2010年7月1日にプロ契約を締結した。2011年4月25日のコヴェントリー・シティFC戦の41分にアンドリュー・デーヴィスが負傷した交代要員として起用されトップチーム初出場、この試合は2-1の勝利に終わった。2010-11シーズンのトップチームでの出場はこの1試合の出場に止まったものの、リザーブチームでは主将を務め、フットボール・コンビネーション東地区を制した。
2011年8月2日にはフットボールリーグ2に所属するプリマス・アーガイルFCに3か月のレンタル移籍が決定。13試合に出場し、2011年11月1日に双方合意の上でレンタル移籍を2012年1月29日まで延長した。しかしながら、2011年11月30日にミドルズブラが彼を呼び戻したため、このレンタル期間満了までプリマスに止まる事はなかった。2012年2月9日にはシーズン終了までの契約でカンファレンス・ナショナルに所属するヨーク・シティFCへのレンタルが決まった。活躍はしたものの、ケンブリッジ・ユナイテッドFCとのアウェー戦では退場となった。 出場停止から復帰したのち、5月12日にはウェンブリー・スタジアムでニューポート・カウンティAFCに2-0で勝利した。その8日後にはルートン・タウンFCに2-1で勝利し、クラブを8年ぶりにフットボールリーグ2昇格に導いた。ヨーク・シティでは合計11試合に出場した。
2012年8月14日にはフットボールリーグ1のトレンメア・ローヴァーズFCに1か月のレンタル移籍となった。1月の後、2013年1月にまでレンタル期間が延長されたものの、2012年12月に復帰の運びとなった。2012年12月18日には4年契約を新たにミドルズブラと締結した。2015-16シーズンはミドルズブラのプレミアリーグ昇格に貢献。2016-17シーズンもミドルズブラの守備の要として最終ラインを統率。A代表に初招集され、レスター・シティFCも興味を示した。
2018年8月5日、バーンリーFCに4年契約で移籍。移籍金はクラブ史上最高額であることが発表された。12月26日のエヴァートンFC戦でやっとリーグ戦初出場を果たし初得点も記録するも、1-5で大敗したことでそれ以降の出番は訪れず、同シーズンは1試合の出場に留まった。
2020年9月4日、ノリッジ・シティFCにレンタル移籍で加入することが発表され、ノリッジ・シティFCがプレミアリーグに昇格した場合は完全移籍する契約となっている。
2021年7月1日、ノリッジ・シティFCがプレミアリーグに昇格したため、買取義務によりノリッジ・シティFCに完全移籍し、2024年夏までの契約を結んだ。
2024年6月7日、ストーク・シティFCに3年契約で移籍した。

## 代表歴
年代別代表としてはU-17代表、U-18代表、U-20代表、U-21代表での出場経験がある。
U-17代表としては2009年のノルディック・カップを制し、スコットランド代表戦との決勝戦で得点した他、UEFA U-17欧州選手権2010にも出場した。
U-21代表としてはUEFA U-21欧州選手権2015予選プレーオフ第1試合のクロアチア代表戦で初出場を飾った。彼の好パフォーマンスはU-21代表で欠かせない存在となり、ジョン・ストーンズとのコンビで活躍した。U-21代表での初得点は欧州選手権本大会前最後の親善試合となったベラルーシ代表戦であった。本大会ではグループステージ3試合全てにフル出場したものの、チームの予選敗退を止める事は出来なかった。
2017年3月24日にはイングランドA代表から初招集となった。これは2018 FIFAワールドカップ・ヨーロッパ予選グループF・リトアニア代表戦に挑むメンバーの一員としてであり、クリス・スモーリングが負傷したためその代わりとしての招集であった。

## プレースタイル
センターバックあるいは左サイドバックとしてプレーする。

## 家族
叔父はミドルズブラFCの所有者であるスティーヴ・ギブソンである。

## 個人成績
2017年3月19日現在
| 国内大会個人成績 | 国内大会個人成績 | 国内大会個人成績 | 国内大会個人成績 | 国内大会個人成績 | 国内大会個人成績 | 国内大会個人成績 | 国内大会個人成績 | 国内大会個人成績 | 国内大会個人成績 | 国内大会個人成績 | 国内大会個人成績 |
| 年度             | クラブ           | 背番号           | リーグ           | リーグ戦         | リーグ戦         | リーグ杯         | リーグ杯         | オープン杯       | オープン杯       | 期間通算         | 期間通算         |
| 年度             | クラブ           | 背番号           | リーグ           | 出場             | 得点             | 出場             | 得点             | 出場             | 得点             | 出場             | 得点             |
| イングランド     | イングランド     | イングランド     | イングランド     | リーグ戦         | リーグ戦         | FLカップ         | FLカップ         | FAカップ         | FAカップ         | 期間通算         | 期間通算         |
| ---------------- | ---------------- | ---------------- | ---------------- | ---------------- | ---------------- | ---------------- | ---------------- | ---------------- | ---------------- | ---------------- | ---------------- |
| 2009-10          | ミドルズブラ     | 39               | チャンピオン     | 0                | 0                | 0                | 0                | 0                | 0                | 0                | 0                |
| 2010-11          | ミドルズブラ     | 34               | チャンピオン     | 1                | 0                | 0                | 0                | 0                | 0                | 1                | 0                |
| 2011-12          | プリマス         | リーグ2          | 13               | 0                | 1                | 0                | 1                | 0                | 15               | 0                |                  |
| 2011-12          | ヨーク・シティ   | 27               | ナショナル       | 8                | 0                | -                | -                | -                | -                | 8                | 0                |
| 2012-13          | トレンメア       | 21               | リーグ1          | 28               | 1                | 2                | 0                | 2                | 0                | 32               | 1                |
| 2012-13          | ミドルズブラ     | 40               | チャンピオン     | 1                | 0                | 0                | 0                | -                | -                | 1                | 0                |
| 2013-14          | ミドルズブラ     | 22               | チャンピオン     | 31               | 1                | 1                | 0                | 1                | 0                | 33               | 1                |
| 2014-15          | ミドルズブラ     | 6                | チャンピオン     | 36               | 0                | 0                | 0                | 2                | 0                | 38               | 0                |
| 2015-16          | ミドルズブラ     | 6                | チャンピオン     | 33               | 1                | 3                | 0                | 0                | 0                | 36               | 1                |
| 2016-17          | ミドルズブラ     | 6                | プレミア         | 28               | 1                | 1                | 0                | 2                | 0                | 31               | 1                |
| 通算             | イングランド     | イングランド     | プレミア         | 28               | 1                | 1                | 0                | 2                | 0                | 31               | 1                |
| 通算             | イングランド     | イングランド     | チャンピオン     | 102              | 2                | 4                | 0                | 3                | 0                | 107              | 2                |
| 通算             | イングランド     | イングランド     | リーグ1          | 28               | 1                | 2                | 0                | 2                | 0                | 32               | 1                |
| 通算             | イングランド     | イングランド     | リーグ2          | 13               | 0                | 1                | 0                | 1                | 0                | 15               | 0                |
| 通算             | イングランド     | イングランド     | ナショナル       | 8                | 0                | -                | -                | -                | -                | 8                | 0                |
| 総通算           | 総通算           | 総通算           | 総通算           | 179              | 4                | 8                | 0                | 8                | 0                | 195              | 4                |

## タイトル
ミドルズブラ
- フットボールリーグ・チャンピオンシップ:

準優勝: 2015-16
ヨーク・シティ
- カンファレンス・ナショナル: 2011-12
- FAトロフィー: 2011-12

ノリッジ・シティ
- EFLチャンピオンシップ: 2020-21